# Myoporum rimatarense
Myoporum rimatarense là một loài thực vật thuộc họ Scrophulariaceae. Đây là loài đặc hữu của Polynésie thuộc Pháp.